# Сойкино (Ломоносовский район)
Со́йкино (фин. Latikan Soikkina) — деревня в составе Пениковского сельского поселения Ломоносовского района Ленинградской области.

## История
Деревня Сойкина обозначена на карте Санкт-Петербургской губернии 1792 года А. М. Вильбрехта.
Деревня являлась вотчиной императора Александра I, из которой в 1806—1807 годах были выставлены ратники Императорского батальона милиции.
На «Топографической карте окрестностей Санкт-Петербурга» Военно-топографического депо Главного штаба 1817 года упомянуты деревни: Большая Сойкина из 10 и Малая Сойкина из 8 дворов. Наряду с деревнями Кабацкая, Латики, Кукушкина, Кишкелева и Колколы деревня Малая Сойкина являлась частью большой деревни Венки.
Деревни Большая Сойкина из 11 и Малая Сойкина из 6 дворов упоминаются на «Топографической карте окрестностей Санкт-Петербурга» Ф. Ф. Шуберта 1831 года.

СОЙКИНО — деревня принадлежит ведомству Петергофского дворцового правления, число жителей по ревизии: 11 м. п., 19 ж. п. (1838 год)

В пояснительном тексте к этнографической карте Санкт-Петербургской губернии П. И. Кёппена 1849 года записаны деревни: 
- Latikan Soikina (Сойкино, Большое Сойкино), количество жителей на 1848 год: эвремейсов — 38 м. п., 47 ж. п., всего 85 человек
- Latikan Suokas (Колколова, Малая Сойкина, Латтики), количество жителей на 1848 год: эвремейсов — 10 м. п., 14 ж. п., всего 24 человека[8]

СОЙКИНО БОЛЬШОЕ И МАЛОЕ — деревня Ораниенбаумского дворцового правления, по просёлочной дороге, число дворов — 8, число душ — 29 м. п. (1856 год)

В 1860 году деревня Большая Сойкина насчитывала 17 дворов, Малая Сойкина (Колколова) — 2.

СОЙКИНО БОЛЬШОЕ И МАЛОЕ — деревня Ораниенбаумского дворцового ведомства при колодцах, по левую сторону приморского просёлочного тракта в 12 верстах от Петергофа, число дворов — 17, число жителей: 34 м. п., 39 ж. п. (1862 год)

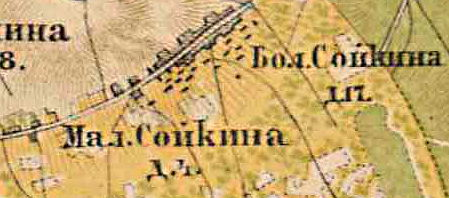
Деревня Сойкино на карте 1885 года

В 1885 году деревни Большая и Малая Сойкина насчитывали 21 двор.
В конце XIX века деревня административно относилась к Ораниенбаумской волости 2-го стана Петергофского уезда Санкт-Петербургской губернии, в начале XX века — 3-го стана. По приходским данным население деревни было исключительно финским.
К 1913 году количество дворов уменьшилось до 18. В деревне находился постоялый двор.
С 1917 по 1923 год деревня входила в состав Венковского сельсовета Ораниенбаумской волости Петергофского уезда.
С 1923 года в составе Троцкого уезда.
Согласно данным переписи населения СССР 1926 года в деревне Сойкино проживали 77 человек — большинство ижоры и финны, а также русские.
С 1927 года в составе Ораниенбаумского района.
В 1928 году население деревни Сойкино также составляло 77 человек.
По данным 1933 года деревня называлась Сойкино и входила в состав Венковского финского национального сельсовета Ораниенбаумского района.

План деревни Сойкино. 1939 год

Согласно топографической карте 1939 года деревня насчитывала 32 двора.
С 1954 года в составе Бронинского сельсовета.
С 1963 года в составе Гатчинского района.
С 1965 года вновь в составе Ломоносовского района. В 1965 году население деревни Сойкино составляло 152 человека.
По данным 1966, 1973 и 1990 годов деревня Сойкино также входила в состав Бронинского сельсовета Ломоносовского района.
В 1997 году в деревне Сойкино Бронинской волости проживали 118 человек, в 2002 году — 132 человека (русские — 89 %).
В 2007 году в деревне Сойкино Пениковского СП — 173 человека.

## География
Деревня расположена в северной части района на автодороге 41К-245 (Сойкино — Малая Ижора), к востоку от административного центра поселения.
Расстояние до административного центра поселения — 8,5 км.
Расстояние до ближайшей железнодорожной станции Ораниенбаум I — 3 км.

## Демография
| 1862 | 2002 | 2007 | 2010 | 2017 |
| ---- | ---- | ---- | ---- | ---- |
| 73   | ↗132 | ↗173 | ↗183 | ↗208 |

## Транспорт
Через Сойкино проходит маршрут автобуса № 691А (до г. Ломоносова).

## Улицы
Венковская, Вишнёвая, Дачная, Лесная, Луговая, Парковая, Подгорная, Садовая, Центральная, Черноплодная, Южная, Яблоневая

## Садоводства
Дом-Сойкино, Сойкино.